# Antoni Martí Monterde
Antoni Martí Monterde (Turís, Valencia; 1968) es un escritor español radicado en Gerona. 
Vivió su juventud en Valencia, donde descubrió la literatura, principalmente la poesía, con J. V. Foix como referente axial. En 1993 participa como coordinador de una gran obra colectiva en homenaje al escritor valenciano Joan Fuster. Desde entonces, sus escritos son un punto de partida en la Literatura Comparada, alternando esta tarea con una obra creativa que va desde la poesía, la narrativa y, fundamentalmente, el ensayo teórico. 
Después de un componer un cuaderno de poemas iniciático, Sobre el desordre (1992), ganó el Premio Guerau de Liost en 1994 con Els Vianants (1995).
Por estas fechas inicia la redacción de un dietario, del que surgirá su libro L’erosió (Edicions 62, 2001). Visión de Buenos Aires y Rosario, pero también de Barcelona desde la distancia, L’erosió transforma el género en su forma tradicional abriéndole nuevos caminos donde la diversidad se acoge a una intensa meditación sobre la estructura de la obra abierta que acaba siendo todo un dietario. Antoni Martí recorre la Argentina de finales de los noventa, inmediatamente anterior a la cris del 2001, ahondando en descripciones reflexivas sobre la decadencia progresiva (cuya metáfora es la erosión patente en todo el texto) sufrida por la metrópoli rioplatense durante la segunda mitad del Siglo XX.
En el ámbito ensayístico ha publicado J. V. Foix o la solitud de l’escriptura, reelaboración de su tesis doctoral, publicada en Edicions 62, (1998), Premio de Poesía Joaquím Xirau, además de muchos artículos y análisis en revistas y otros medios escritos, como la revista «Literatures» de l’AELC, a menudo en torno a la relación entre crítica, ficción y autobiografía. 
Después de siete años en Barcelona, actualmente vive en la ciudad de Gerona. En 2002 L'erosió fue galardonada con el Premi de la Crítica dels Escriptors Valencians por su narrativa. 
En 2007, fue finalista del XXXIV Premio Anagrama por su obra, Poética del café, donde reflexiona sobre el Café en las ciudades como espacio subversivo, cultural y literario al mismo tiempo.
Es socio de la Associació d'Escriptors en Llengua Catalana. 
Imparte las asignaturas de Introducción a la Literatura Comparada y Teoría del Lenguaje Literario en la licenciatura de Teoría de la Literatura y Literatura Comparada, y clases doctorales sobre El Debat Actual a la Literatura Comparada, en la Universidad de Barcelona.